# Владзімірський Микола Іванович
Владзімірський Микола Іванович (22.05.1954 р. м. Мар'їнка, Донецької обл.) — журналіст, майстер спорту з міжнародних шашок, багаторазовий чемпіон Криму і Севастополя. Засновник, власник і автор сайту «Українське життя в Севастополі» ресурсу для дітей «Весела Абетка», «Афоризми» та багатьох інших. Координатор громадського комітету «Український Севастополь». Засновник газети «Слово Севастополя» (2011 р.) Член Всеукраїнського Комітету на захист української мови. Нагороджений медаллю Всеукраїнського товариства «Просвіта» ім. Тараса Шевченка «Будівничий України» (2014 р.). Нагороджений Грамотою Верховної Ради України за заслуги перед Українським народом (11 жовтня 2019 р.)
Після анексії Криму та Севастополя 2014 р. переїхав до Києва.

## Життєпис
Закінчив Донецький інститут радянської торгівлі (1975). В перші роки незалежності України став членом «Просвіти» у Севастополі. З 1995 до 2000 року забезпечував комп'ютерну підтримку випуску газети «Дзвін Севастополя». Закінчив всесвітні курси журналістики ВВС. Друкувався у газетах «Дзвін Севастополя», «Кримська світлиця», «Українське Слово», «Слово Просвіти», «Флот України», «Народна газета», «День», «Голос України» та інших.
У 2000 році за підтримки меценатки із Торонто Марії Фішер-Слиж створив Інтернет-портал «Українське життя в Севастополі», який щоденно відвідували та відвідують тисячі користувачів. Одночасно Микола Владзімірський адмініструє сайти газет «Кримська світлиця», «Незборима нація», «Флот України», «Наша Віра», кількох військово-історичних часописів та музею Лесі Українки в Ялті — всього понад 25 сайтів. Завдяки двадцятирічній діяльності в українській мережі Інтернету він дав багатьом користувачам величезний масив корисної інформації. Письменник Данило Кононенко на святкуванні 20-річчя газети «Кримська світлиця» назвав Миколу Владзімірського «патріархом кримського Інтернету».